# 1712년 뉴욕 노예 반란
1712년 뉴욕 노예 반란(New York Slave Revolt of 1712)은 1712년 4월 6일 뉴욕 시에서 23명의 흑인 노예들이 봉기하여 아홉 명의 백인을 죽이고 여섯 명에게 상해를 입힌 사건이다. 사건에 실제로 연루된 사람의 세 배인 70명이 체포되었고, 그 중 27명이 재판에 회부되어 21명이 처형당하였다.